# Hulne Park
Hulne Park er den eneste tilbageværende af de oprindelige tre parker, der tidligere har omgivet Alnwick Castle i Northumberland, og som har givet træ og kød til Percy-familien, som ejede slottet og havde titlen som hertug af Northumberland. Parken er indhegnet med en mur, og den blev designet af Lancelot Brown.
I parken ligger Hulne Priory, Alnwick Abbey og Brizlee Tower. Den er åben for gæster i fastlagte tidsrum om sommeren.
55°25′55″N 1°44′42″V / 55.432°N 1.745°V